# Abdullah Al-Khaibari
Abdullah Al-Khaibari (en árabe: عبد الله الخيبري‎; Riad, 16 de agosto de 1996) es un futbolista saudita que juega en la demarcación de centrocampista para el Al-Nassr de la Liga Profesional Saudí.

## Selección nacional
Hizo su debut con la selección de fútbol de Arabia Saudita el 26 de febrero de 2018 en un encuentro amistoso contra Moldavia que finalizó con un resultado de 3-0 a favor del combinado saudita tras los goles de Omar Hawsawi, Taiseer Al Jassam y de Muhannad Assiri. El 4 de junio el seleccionador Juan Antonio Pizzi le convocó para disputar la Copa Mundial de Fútbol de 2018.

### Participaciones en Copas del Mundo
| Mundial                        | Sede  | Resultado    | Partidos | Goles |
| ------------------------------ | ----- | ------------ | -------- | ----- |
| Copa Mundial de Fútbol de 2018 | Rusia | Primera fase | 0        | 0     |

## Clubes
| Club           | País           | Año       | Partidos | Goles |
| -------------- | -------------- | --------- | -------- | ----- |
| Al-Shabab Club | Arabia Saudita | 2017-2019 | 33       | 0     |
| Al-Nassr       | Arabia Saudita | 2019-     | 191      | 2     |

## Palmarés

### Títulos internacionales
| Título                      | Club           | País           | Año  |
| --------------------------- | -------------- | -------------- | ---- |
| Campeonato de Clubes Árabes | Al-Nassr F. C. | Arabia Saudita | 2023 |